# Špansko osvajanje Perua
Špansko osvajanje Perua bilo je jedno od najznačajnijih kampanja u španskoj kolonizaciji Amerike. Nakon godina preliminarnog istraživanja i vojnih sukoba, 168 španskih vojnika pod konkistadorom Fransiskom Pizarom, njegovom braćom i njihovim autohtonim saveznicima, zarobili su vladara Inka Atavalpu u bici kod Kahamarke 1532. godine. To je bio prvi korak u dugoj kampanji koja se sastojala od više decenija borbe, i koja je okončana pobedom Španije 1572. godine i kolonizovanjem regiona kao Vicekraljevstva Perua. Osvajanje carstva Inka (zvanog „Tavantinsuju” u kečuanskom, što znači „carstvo četiri dela”), dovelo je do dalje kampanje u današnji Čile i Kolumbiju , kao i ekspedicija prema Amazonskom slivu.
Kada su Španci dosegli na granice carstva Inka 1528. godine, ono se prostiralo na znatnom području i bilo je daleko najveća od četiri velike pretkolumbijske civilizacije. Ono se prostiralo prema jugu od Ankomaje, koja je danas poznata kao reka Patija, u današnjoj južnoj Kolumbiji do reke Maule u onom što će kasnije poznati poznato kao Čile, a istočno od Tihog okeana do ivice Amazonskih džungli. Carstvo je pokrivalo neke od u najbrdovitijih terena na Zemlji. Inke su za manje od jednog veka proširili svoje carstvo sa oko 400.000 km2 (150.000 sq mi) 1448. godine na 1.800.000 km2 (690.000 sq mi) 1528. godine, neposredno pre dolaska Španaca. Ovo ogromno područje je bilo veoma varijabilno u pogledu kulture i klime. Zbog kulturne i geografske raznovrsnoti, Inke su dozvolili da mnoge oblasti carstva budu pod upravom lokalnih vođa, koje su nadgledali i pratili zvaničnici Inka. Pod upravnim mehanizmima koje je Inka carstvo uspostavilo, svi delovi carstva su bili podređeni i ultimatno pod direktnom kontrolom cara. Naučnici procenjuju da je stanovništvo carstva Inka premašivalo 16.000.000.
Pojedini učenjaci, poput Džareda Dajmonda, veruju da iako je špansko osvajanje nesumnjivo bilo neposredan uzrok propasti carstva Inka, moguće je da je ono već bilo prošlo kroz svoj vrhunac, i da je već bilo u procesu opadanja. Godine 1528, car Vajna Kapak je vladao Inkama. On je mogao da prati svoju predačku lozu do „neznanog kralja” po imenu Manko Kapak, mitskog osnivača klana Inka,‍:144 koji je prema tradiciji proizašao iz pećine u regionu zvanom Pakarik Tampu.
Vajna Kapak je bio sin prethodnog vladara, Tupak Inke, i unuk Pačakutija, cara koji je osvajanjem započeo dramatično širenje carstva Inka iz njegove kulturne i tradicionalne baze na području oko Kuska. Nakon stupanja na presto, Vajna Kapak je nastavio politiku širenja osvajanjem, odvodeći vojske Inka na sever u današnji Ekvador. Dok je on suzbio brojne pobune tokom svoje vladavine, u vreme njegove smrti, njegov legitimitet bio je neupitan, koliko i primat Inka.
Proširenje je rezultiralo brojnim problemima. Mnogi delovi carstva su održavali karakteristične kulture i oni su u najboljem slučaju bili nevoljni učesnici u carskom projektu. Veliki obim carstva, izuzetno težak teren njegovog velikog dela, i činjenica da su se komunikacija i putovanja morali odvijati peške ili brodom, su uzrokovali sve veće poteškoće u efikasnoj administraciji carstva Inka.
Vajna Kapak se oslanjao na svoje sinove u sprovođenju svoje vladavine. Iako je on imao mnogo legitimne i nelegitimne dece (legitimne u smislu da su deca njegove sestre-supruge, po sistemu Inka), dva sina su istorijski važna. Princ Tupak Kusi Ualpa, poznat i kao Uaskar, bio je sin Koja Mame Rava Okljo iz kraljevske loze. Drugi je bio Atavalpa, nelegitimni sin čija majka je verovatno bila ćerka poslednjeg nezavisnog kralja Kitua, jedne od država koje je Vajna Kapak osvojio tokom širenja carstva Inke. Ova dva sina su igrala ključnu ulogu u poslednjim godinama carstva Inka.
Španskom konkistadoru Pizaru i njegovim ljudima je od velike pomoći bilo što tokom njihovog upada carstvo Inka bilo usred rata za nasleđe između prinčeva Uaskara i Atavalpe.‍:143 Postoje indikacije da je Atavalpa proveo više vremena sa Vojna Kapkom tokom godina kada je car bio na severu s vojskom koja je osvajala Ekvador. Tako je Atavalpa bio bliži i imao bolje odnose sa vojskom i njenim vodećim generalima. Kada su i Vajna Kapak i njegov najstariji sin i određeni naslednik Ninan Kujočik iznenada umrli 1528. godine, verovatno od boginja, bolesti koju su Španci uveli u Amerike, otvoreno je pitanje carskog naslednika. Vajna je umrlo pre nego što je mogao da nominuje novog naslednika.
U vreme smrti Vajne Kapka, Uaskar je bio u glavnom gradu Kusko, dok je Atavalpa bio u Kitu sa glavnim delom vojske Inka. Uaskar se sam proglasio carom Inka (tj. „Jedinim carom”) u Kusku, dok je vojska proglasila odanost Atavalpi. Nastali spor doveo je do građanskog rata Inka carstva.‍:146–149

## Početak konflikta
Građanski rat između Atavalpa i Uaskara oslabio je carstvo neposredno pre njegove borbe sa Špancima. Istoričari nisu sigurni da li bi ujedinjeno carstvo Inka moglo dugoročno da pobedi Špance zbog faktora kao što su visoka smrtnost od bolesti, i srodnih društvenih poremećaja, i superiornosti vojne tehnologije konkistadora, koji su posedovali konje, pse, metalni oklop, mačeve, topove i primitivno, ali efikasno vatreno oružje. Činilo se da je Atavalpa popularniji u narodu od svog brata, a vojska ga je sigurno više cenila, što je počivalo na njegovom nedavnom osvajanju severne provincije Kitu.
Na početku sukoba, svaki je brat kontrolisao svoje domene, pri čemu je Atavalpa bio bezbedan na severu, a Uaskar je kontrolisao glavni grad Kusko i veliku teritoriju na jugu, uključujući područje oko jezera Titikaka. Ovaj region je snabdevao veliki broj trupa za Uaskarove snage. Nakon perioda diplomatskih rasprava i manevrisanja za poziciju, izbio je otvoren sukob. Izgledalo je da je Uaskar spreman da brzo završi rat, jer su trupe odane njemu zarobile Atavalpu, dok je on prisustvovao festivalu u gradu Tumibamba. Međutim, Atavalpa je brzo pobegao i vratio se u Kitu. Tamo je uspeo da prikupi po nekim procenama najmanje 30.000 vojnika. Mada je Uaskar prikupio približno isti broj vojnika, oni su bili manje iskusni.
Atavalpa je poslao svoje snage na jug pod komandom svoja dva vodeća generala, Čalkučimaka i Kiskisa, koji su ostvarili neprekidnu seriju pobeda koje su ih ubrzo dovele do samih kapija Kuska. Prvog dana bitke za Kusko, snage odane Uaskaru stekle su ranu prednost. Međutim, drugog dana Uaskar je lično vodio loše planirani „neočekivani” napad o kojem su generali Čalkučimak i Kiskis unapred saznali. U bici koja je usledila Uaskar je zarobljen, a otpor je potpuno slomljen. Pobednički generali poslali su reč na sever preko časki glasnika do Atavalpa, koji se došao na jug iz Kitua, do kraljevskog letovališta u blizini Kahamarke. Glasnik je stigao sa vestima o konačnoj pobedi istog dana kada su se Pizaro i njegova mala grupa avanturista, zajedno sa odredom autohtonih saveznika, spustili sa Anda u grad Kahamarka.

## Literatura
- Bauer, Brian S. (1991). „Pacariqtambo and the Mythical Origins of the Inca”. Latin American Antiquity. 2 (1): 7—26. JSTOR 971893. S2CID 163333842. doi:10.2307/971893.
- Betanzos, Juan de; Hamilton, Roland; Buchanan, Dana (1996). Narrative of the Incas. Austin: University of Texas Press. ISBN 978-0-292-75560-4.
- Covey, R. Alan (2000). „Inka Administration of the Far South Coast of Peru”. Latin American Antiquity. 11 (2): 119—38. JSTOR 971851. S2CID 164195422. doi:10.2307/971851.
- Gibson, Charles (1978). „Conquest, Capitulation, and Indian Treaties”. The American Historical Review. 83 (1): 1—15. JSTOR 1865900. doi:10.2307/1865900.
- Hemming, John (1970). Conquest of the Incas. New York: Harcourt. ISBN 978-0-15-122560-6.
- Innes, Hammond (1969). Conquistadors. New York: Alfred A. Knopf.
- Kubler, George (1945). „The Behavior of Atahualpa, 1531–1533”. The Hispanic American Historical Review. 25 (4): 413—27. JSTOR 2508231. doi:10.2307/2508231.
- Kubler, George (1947). „The Neo-Inca State (1537–1572)”. The Hispanic American Historical Review. 27 (2): 189—203. JSTOR 2508415. doi:10.2307/2508415.
- Lockhart, James (1994). Spanish Peru, 1532–1560 : a social history. Madison: University of Wisconsin Press. Текст „pages” игнорисан (помоћ)
- Lockhart, James (1972). The men of Cajamarca; a social and biographical study of the first conquerors of Peru. Austin: Institute of Latin American Studies by the University of Texas Press.
- Lovell, W. George (1992). „'Heavy Shadows and Black Night': Disease and Depopulation in Colonial Spanish America”. Annals of the Association of American Geographers. 82 (3): 426—43. doi:10.1111/j.1467-8306.1992.tb01968.x.
- Macquarrie, Kim (2007). The Last Days of the Incas. New York: Simon and Schuster. ISBN 978-0-7432-6049-7.
- Means, Philip A. (1932). Fall of the Inca Empire and the Spanish Rule in Peru, 1530–1780. New York: Scribner.
- Newson, Linda A. (1985). „Indian Population Patterns in Colonial Spanish America”. Latin American Research Review. 20 (3): 41—74. JSTOR 2503469. S2CID 202896817. doi:10.1017/S0023879100021695.
- Seed, Patricia (1991). „'Failing to Marvel': Atahualpa's Encounter with the Word”. Latin American Research Review. 26 (1): 7—32. S2CID 252949347. doi:10.1017/S0023879100034907.
- Wachtel, Nathan (1977). The Vision of the Vanquished: The Spanish Conquest of Peru Through Indian Eyes, 1530–1570., translated by Ben and Sid Reynolds.